# Kaplica św. Anny w Ołomuńcu
Kaplica św. Anny – późnorenesansowa budowla sakralna, wznosząca się przy Placu Wacława (cz. Václavské náměsti), w centrum zabudowy wzgórza zamkowego w Ołomuńcu na Morawach. Kaplica św. Anny jest formalnie kościołem rektoralnym. 
Kaplica znajduje się w bezpośredniej bliskości północno-zachodniego narożnika katedry św. Wacława. Jądro kaplicy tworzy wczesnogotycka budowla sakralna, wzniesiona krótko po roku 1268 przez strzechę budowlaną związaną z katedrą i poświęcona pierwotnie św. Janowi Chrzcicielowi. Kaplica tego samego wezwania została później wybudowana w kompleksie sąsiedniego pałacu biskupiego.
Kaplica wzmiankowana była po raz pierwszy w roku 1349. Pierwotna kaplica została w okresie pomiędzy rokiem 1306 a 1349 przebudowana z przeznaczeniem na miejsce przechowywania cennego relikwiarza z ramieniem św. Anny. Relikwiarz ten ołomuniecka kapituła otrzymała po zamordowaniu tu (w areale sąsiedniej dziekanii) króla Wacława III. 
W 1617 r. została ukończona przebudowa kaplicy w duchu manierystycznym. Przebudowa związana była m.in. z Bractwem św. Anny, które odnowiło w 1581 r. swą działalność przy kościele jezuitów. Bractwo osobiście wspierał ołomuniecki biskup i inicjator budowy nowego prezbiterium katedry św. Wacława – kardynał Franciszek Dietrichstein. Prace budowlane finansował ówczesny proboszcz kapituły i wikary generalny Marcin Wacław z Greifenthal.
Od drugiej połowy XVII w. kaplica była miejscem wyborów ołomunieckich biskupów i arcybiskupów (prawo swobodnego wyboru biskupów uzyskała kapituła ołomuniecka od króla Przemysła Ottokara I już w 1207 r.).
Podczas regotyzacji katedry św. Wacława w latach 1883-1892 kaplica została skrócona o całe pierwsze (południowe) przęsło. Na nowy fronton został przeniesiony pierwotny manierystyczny portal z herbem biskupa Dietrichsteina oraz marmurowy relief przedstawiający św. Annę Samotrzeć.

## Bibliografia

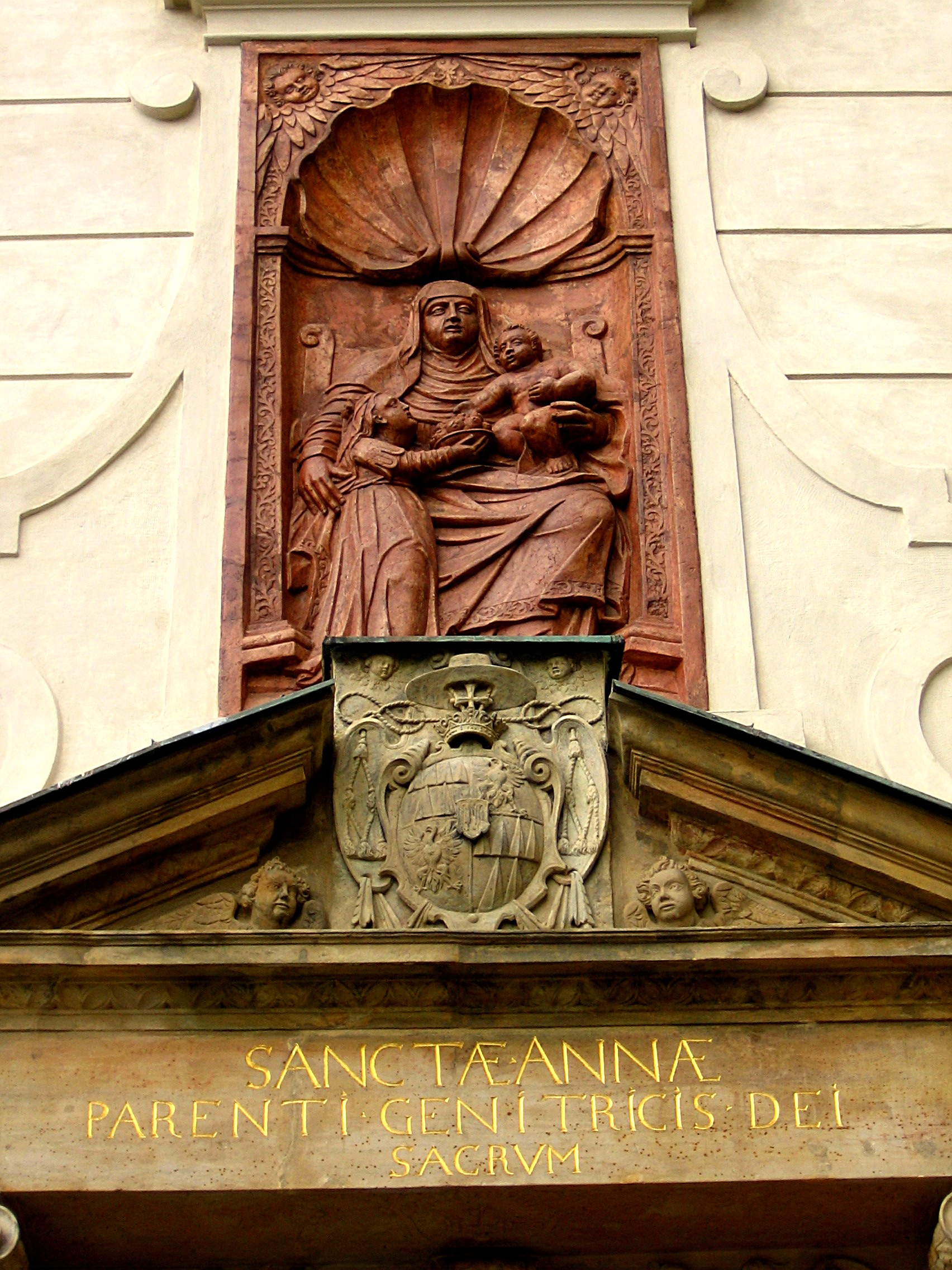
Detal fasady: marmurowy relief nad manierystycznym portalem